# 東立川駅
東立川駅（ひがしたちかわえき）は、東京都立川市にあった南武鉄道（現在の東日本旅客鉄道南武線）の駅である。南武鉄道が国有化された1944年（昭和19年）に廃止された。

## 歴史
- 1929年（昭和4年）12月11日 - 南武鉄道線分倍河原駅 - 立川駅間の開通時に開業[1][2]。
- 1944年（昭和19年）4月1日 - 南武鉄道線の国有化と同時に廃止[1][2]。

駅周辺には当時日本では数少ない点火栓の工場（立川工作所）があり、1928年7月に料亭や芸者置屋を営業できる地域（指定地とよんだ）として警察の許可がおりたばかりであった。

## 現況
廃駅となって久しく、ホームがあったと思われる面影が残る草むらのみが残っている。

## 隣の駅
南武鉄道
西国立駅 - 東立川駅 - 立川駅

## 輸送実績
| 年度 | 乗客数 | 降客数 |
| ---- | ------ | ------ |
| 1929 | 465    | 137    |
| 1930 | 6,023  | 5,759  |
| 1931 | 5,872  | 3,963  |
| 1932 | 4,544  | 3,653  |
| 1933 | 4,728  | 3,910  |
| 1934 | 4,819  | 5,590  |
| 1935 | 8,242  | 7,860  |

- 「鉄道粁程旅客及貨物各線駅別」『東京府統計書』各年版1936年以降掲載なし